# Хронология Корейской войны

Интерактивная карта Корейской войны

## 1950
- 25 июня — Северокорейские войска начинают наступление на юг.
- 26 июня — президент США Гарри Трумэн приказал Вооружённым силам организовать эвакуацию американских граждан из Южной Кореи.
- 28 июня — северокорейские войска берут Сеул — столицу Южной Кореи.

 — первый налёт американской авиации на Северную Корею.
- 5 июля — первый наземный бой с участием сил США. При Осане американский батальон (оперативная группа «Смит», TF Smith) терпит поражение от превосходящих сил противника.
- 8 июля — американский генерал Дуглас Макартур назначен Главнокомандующим Сил ООН в Корее.
- 14 июля — южнокорейская армия передана под командование ООН.
- 20 июля — северокорейские войска берут Тэджон, нанеся тяжёлое поражение 24-й пехотной дивизии США. Командир дивизии Уильям Дин пропал без вести (впоследствии взят в плен).
- 29 июля — «ни шагу назад». Приказ командующего американскими силами в Корее Уолтона Уокера о прекращении отступления.
- 29 августа — в Корею прибывает бригада Британского Содружества — первое подразделение союзников США.
- 15 сентября — начало Инчхонской десантной операции. X корпус высаживается в Инчхоне, в тылу северокорейских войск.
- 16 сентября — 8-я армия переходит в наступление с Пусанского плацдарма.
- 26 сентября — генерал Макартур заявил о завершении боёв за Сеул и освобождении города.

 — войска X корпуса и 8-й армии встретились в районе Сувон, тем самым завершив окружение части северокорейской армии на юго-западе Корейского полуострова.
- 30 сентября — развивая наступление, южнокорейская армия пересекает 38-ю параллель и вступает на территорию Северной Кореи.
- 9 октября — войска США вступают на территорию Северной Кореи.
- 13 октября — Китай начинает ввод своих войск (Китайские народные добровольцы, КНД) в Северную Корею.
- 19 октября — силы ООН взяли Пхеньян, столицу Северной Кореи.
- 25 октября — китайские войска впервые вступают в бой, остановив возле Чхосан продвижение южнокорейской дивизии.
- 1 ноября — При Унсане американские подразделения впервые вступили в бой с силами Китайских народных добровольцев.

 — Советские лётчики на истребителях МиГ-15 совершили первые боевые вылеты над Северной Кореей.
- 25 ноября — Китайские народные добровольцы перешли в контрнаступление, вклинившись между 8-й армией и X корпусом и заставив силы ООН отступать по всему фронту.
- 6 декабря — в ходе продолжающегося контрнаступления северокорейской и китайской армий освобождён Пхеньян.
- 17 декабря — первый воздушный бой между истребителями МиГ-15 и F-86. Сбит один МиГ.
- 23 декабря — командующий американской 8-й армией Уолтон Уокер погиб в автокатастрофе севернее Сеула.

## 1951
- 4 января — китайскими войсками взят Сеул, столица Южной Кореи.
- 25 января — после короткого затишья на фронте и восстановления боеспособности, силы ООН начинают ограниченное наступление (операция «Thunderbolt»).
- 1 февраля — Генеральная Ассамблея ООН приняла резолюцию, обвиняющую Китайскую Народную Республику в агрессии в Корее.
- 14 марта — силы ООН освободили Сеул.
- 12 апреля — президент Г. Трумэн снял Д. Макартура с поста главнокомандующего сил ООН за призывы к расширению войны на территорию Китая.